# Sarandy Cabrera
Sarandy Cabrera (Rivera, 14 de setiembre de 1923 - Montevideo, 5 de abril de 2005) fue un escritor, periodista y traductor uruguayo perteneciente a la Generación del 45.

## Biografía

### Escritor
Perteneció al grupo de escritores denominado "Generación del 45", el cual estuvo integrado también por Juan Carlos Onetti, Mario Benedetti e Idea Vilariño entre otros.
Su prolífica producción literaria comenzó en 1947, con la edición de su libro "Onfalo", y continuó por casi 50 años, explorando la narrativa y poesía. Sus poesías fueron incluidas en revistas literarias uruguayas como "Aquí", "Poesía", "Asir", "Número", "Graffiti", entre otras.

### Periodista
Tuvo una destacada labor en el semanario Marcha entre 1950 y 1970, y con el diario El Popular hasta 1963.

### Traductor
Aprendió francés, inglés, italiano, portugués y sueco, y aprovechó sus conocimientos para traducir diversas obras políticas, ensayos, novelas y cartomancia. Entre los autores traducidos cabe mencionar a Petrarca, Ronsard, Lorenzo de Médici, Louise Labé, Lee Masters, Tu Fu, Nikola Vaptsarov, Mário de Andrade, Marcial, Pietro Aretino, John Donne.
Colaboró con el sistema de las Naciones Unidas (OMS, OMM, UNIDO, ONU, BIT) de 1977 a 1990, y también con la Conferencia de Países No Alineados y el Consejo Mundial de Iglesias.

## Grabaciones
Varios de sus textos llegaron a ser grabados en discos, a través de la interpretación de músicos como Alfredo Zitarrosa, Numa Moraes y Los Carreteros o recitados por su autor y editados por los sellos Carumbé y Ayuí / Tacuabé.

### Reediciones
- Onfalo (2.ª ed. Vintén Editor, Växjö, Suecia. Febrero de 1987)
- Poeta pistola en mano (2.ª Ed.)
- Poeta pistola en mano (3.ª Ed. Editorial Schapire, Bs. As.)
- Puta cicuta e intifada (Contiene dos secciones que no estaban presentes en el original. 2.ª ed., Vinten Editor, Montevideo. 1996)

## Discografía
- Sarandy Cabrera dice sus sonetos (Carumbé SU-3317-2/B)
- SC por SC - Poeta
- Pistola en mano (Ayuí / Tacuabé. 1972)